# اخلاق بودایی

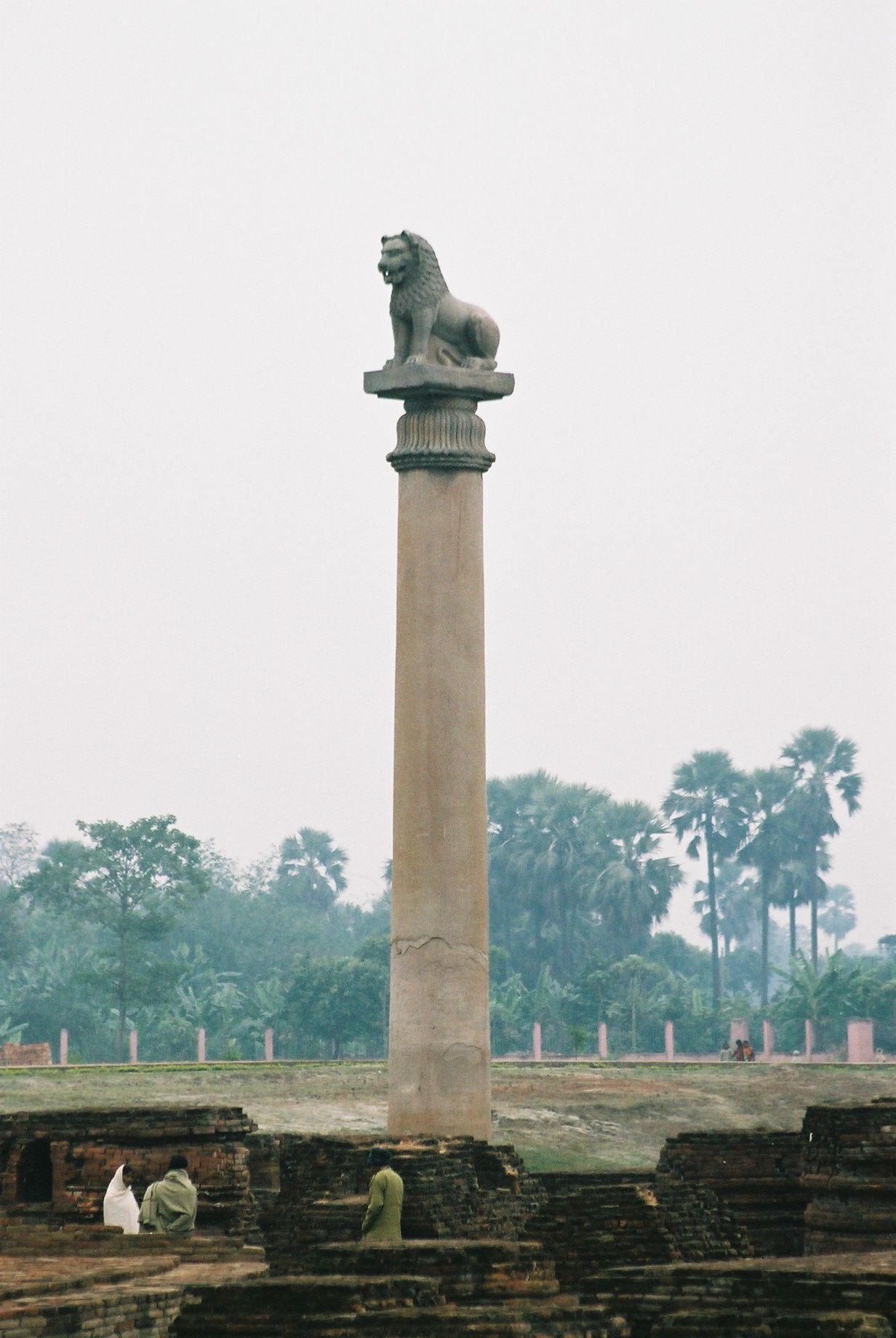
پادشاه بودایی آشوکا ستونهایی را در سراسر شبه قاره هند بنا کرد که در آن احکامی با احکام اخلاقی و احکام بودایی وجود داشت.

اخلاق بودایی به‌طور سنتی بر اساس آنچه بوداییان به عنوان چشم‌انداز روشنگری بودا یا سایر موجودات روشنفکر مانند بودیساتواس می‌دانند، استوار است . اصطلاح هندی اخلاق که در آیین بودا وجود دارد Śīla یا sīla (پالی) است. Śīla در آیین بودا یکی از سه بخش از مسیر نجابت هشت‌گانه است و یک کد رفتاری است که متعهد به هماهنگی و خویشتنداری با انگیزه اصلی عدم خشونت، یا آسیب نرساندن است. انواع آن را فضیلت، نظم اخلاقی و دستورالعمل توصیف کرده‌اند.
Sīla یک رفتار اخلاقی درونی، آگاهانه و عمدی است که مطابق تعهد فرد در مسیر آزادی است. این یک قطب‌نمای اخلاقی در درون خود و روابط است، به جای آنچه که با واژه انگلیسی «اخلاقیات» همراه است (یعنی اطاعت، احساس تعهد و محدودیت خارجی).
سیلا یکی از سه رویه بنیادی بودیسم و جنبش Vipassana غیر فرقه‌ای است. سیلا، SAMADHI و PANNA و همچنین پایه‌های تراوادین سیلا، دانا، و Bhavana. این همچنین pāramit دوم است. Sīla همچنین تعهد قلبی به آنچه مفید است است. دو جنبه sīla برای آموزش ضروری است: «عملکرد» مناسب (کاریتا) و «اجتناب» درست (varitta). احترام به احکام صلا «هدیه ای عالی» (ماهادانا) به دیگران محسوب می‌شود، زیرا فضای اعتماد، احترام و امنیت را ایجاد می‌کند. این بدان معناست که پزشک هیچ خطری برای زندگی، مال، خانواده، حقوق یا رفاه فرد دیگری ایجاد نمی‌کند.
دستورالعمل‌های اخلاقی در کتاب مقدس بودایی گنجانده شده‌است یا طبق سنت ارائه شده‌است؛ بنابراین اکثر محققان اخلاق بودایی برای توجیه ادعاهای مربوط به ماهیت اخلاق بودایی، به بررسی متون مقدس بودایی و استفاده از شواهد مردم‌شناسی از جوامع سنتی بودایی اعتماد می‌کنند.

## مبانی
منبع اخلاقیات بوداییان در سراسر جهان سه جواهر بودا، دارما و سنگا هستند. بودا به عنوان کاشف دانش آزادسازی و از این رو معلم برجسته دیده می‌شود. دارما هم آموزه‌های راه بودا است و هم حقایق این تعالیم. Sangha جامعه اشراف (آریا) است، که Dhamma را انجام می‌دهد و به دانش بالایی دست یافته‌است و بنابراین می‌تواند راهنمایی کند و تعالیم را حفظ کند. درک صحیح از آموزه‌ها برای رفتار صحیح اخلاقی امری حیاتی است. بودا تعلیم داد که دیدگاه صحیح پیش شرط لازم برای رفتار صحیح است، که بعضاً به آن قصد صحیح نیز گفته می‌شود.

### کارما و تولد دوباره

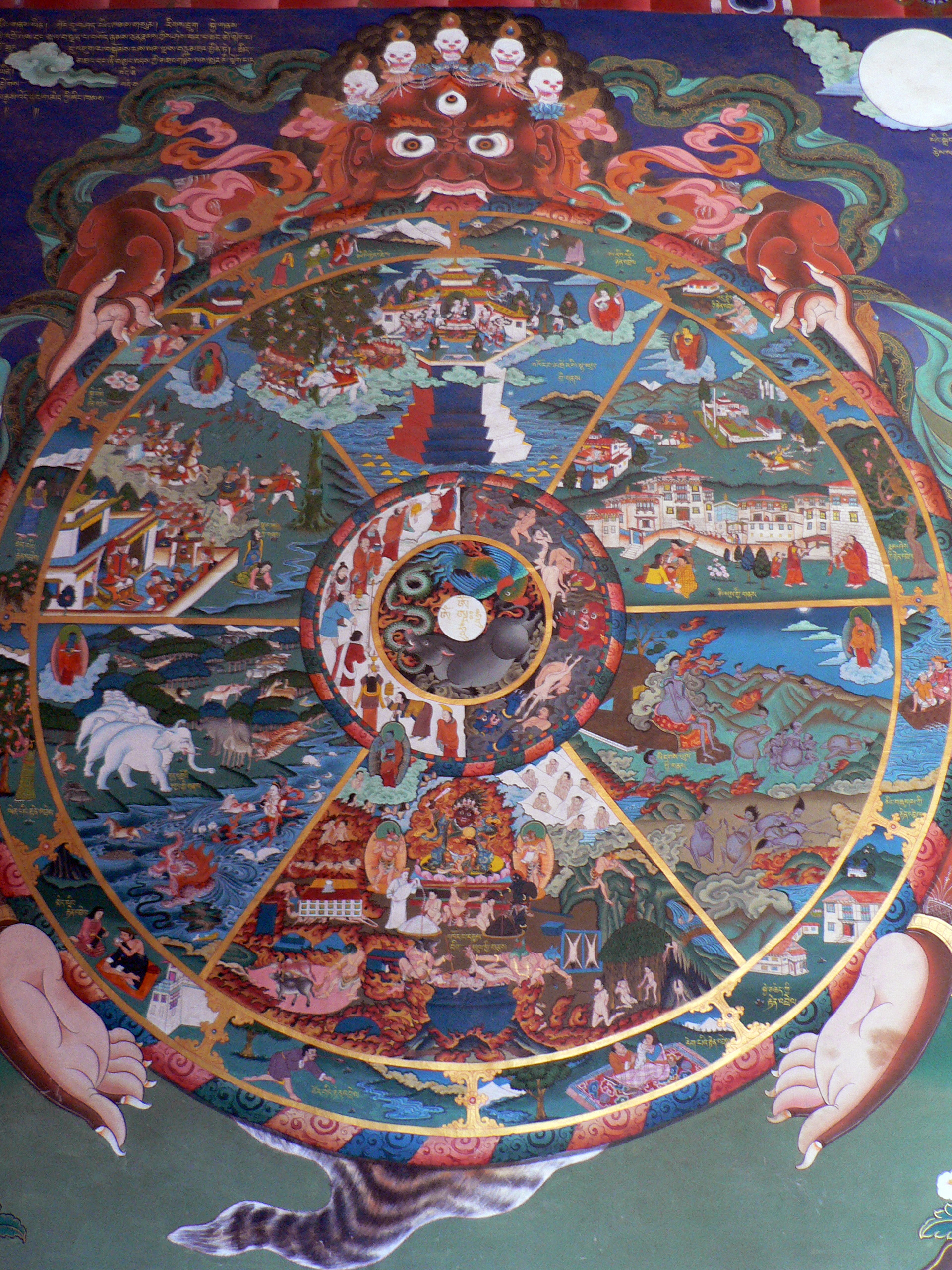
bhavacakra (چرخ زندگی) قلمروهای تولد دوباره کارما را نشان می‌دهد، در مرکز آن سه سم طمع، نفرت و توهم قرار دارد.

یک پایه اساسی برای اخلاق بودایی، قانون کارما و تولد دوباره است. ثبت شده بودا اظهار داشته‌است که دیدگاه صحیح در این عقیده است که (از جمله دیگر): "" میوه وجود دارد و رسیدن اعمال به خوبی انجام شده یا بدانجام شده‌است ": آنچه شخص انجام می‌دهد مهم است و بر آینده خود تأثیر می‌گذارد ،" آیا این جهان است، جهانی فراتر از 'وجود دارد: این جهان غیرواقعی نیست و پس از مرگ فرد به جهانی دیگر می‌رود "(MN 117، Maha-cattarisaka Sutta).
کارما کلمه ای است که به معنای واقعی کلمه «عمل» است و به عنوان یک قانون طبیعی جهان دیده می‌شود که به عنوان علت و معلول ظاهر می‌شود. دربرداشت بودایی، کارما نوعی عمل اخلاقی است که پیامدهای اخلاقی بر بازیگر دارد. هسته اصلی کارما قصد ذهنی است و از همین رو بودا اظهار داشت: "ای راهبان، این قصد است (cetana) که من آن را کارما می‌نامم. اراده شخص از طریق بدن، گفتار یا ذهن انجام می‌شود»(AN 6.63) بنابراین، صدمه زدن ناخواسته به کسی کارمای بدی نیست، اما داشتن افکار آسیب زا کارما است. اخلاق بودایی این الگوهای انگیزه‌ها و اقدامات را شرط‌بندی کنش‌ها و اوضاع آینده می‌داند - ثمره (فعل) اقدامات فعلی فرد، از جمله شرایط و موقعیت شرایط زندگی آینده بازیگر (اگرچه این عوامل می‌توانند تحت تأثیر عوامل تصادفی دیگر نیز باشند). گفته می‌شود که اقدامات گذشته فرد باعث آگاهی فرد می‌شود و بذرهایی را ترک می‌کند (Bīja) که بعداً در زندگی بعدی رشد می‌کنند. هدف از عمل بودایی به‌طور کلی شکستن چرخه است، اگرچه همچنین می‌توان با کارهای خوب برای تولد دوباره در شرایط بهتر تلاش کرد.
ریشه قصد فرد این است که چه عملی خوب یا بد عمل می‌کند. سه ریشه خوب (عدم وابستگی، خیرخواهی و تفاهم) و سه ریشه منفی (حرص، نفرت و توهم) وجود دارد. اقداماتی که نتایج خوبی به بار می‌آورند " شایستگی " (pu fruita - مثمر ثمر، فرخنده) نامیده می‌شوند و کسب لیاقت (کارمای خوب) یک هدف مهم در عمل بودایی است. متون اولیه بودایی سه "مبنای تأثیرگذاری باروری کارما " (puñña-kiriya-vatthus) را ذکر کرده‌اند: بخشیدن (دانا)، فضیلت اخلاقی (سیلا) و مراقبه (بهوانا). حالت روحی فرد هنگام انجام اقدامات خوب مهمتر از خود عمل تلقی می‌شود. سانگای بودایی به عنوان شایسته‌ترین «زمینه شایستگی» شناخته می‌شود. اقدامات منفی نتایج کارمایی بد را جمع می‌کند، اگرچه پشیمانی و تلاش برای جبران فرد می‌تواند این نتایج را بهبود بخشد.

### چهار حقیقت شریف
چهار حقیقت شریف عبارتند از:
- دوکخا (رنج آور، قادر به ارضا کردن، دردناک) یک ویژگی ذاتی وجود با هر تولد دوباره است.[۸]
- سامودایا (اصل، علت) این دوکخا «ولع، میل یا وابستگی» است.[۹]
- نیرودا (توقف، پایان دادن) این دوکخا را می‌توان با از بین بردن همه «ولع، میل و دلبستگی» بدست آورد.
- magga (مسیر، مسیر نجیب هشت برابر) وسیله ای برای خاتمه دادن به این دوکخا است. [۱۰]

چهار حقیقت نجیب بیانگر یکی از جهان بینی‌های اصلی بودایی است که وجود دنیایی را اساساً ناخوشایند و استرس زا می‌داند (دوکخا). دیده می‌شود که دوکخا از اشتیاق ناشی می‌شود و پایان دادن به ولع می‌تواند منجر به رهایی شود (نیروانا). راه پایان دادن به ولع پیروی از مسیر نجیب هشت‌گانه است که توسط بودا آموزش داده شده‌است، که شامل عناصر اخلاقی گفتار درست، عملکرد صحیح و معیشت درست است. از دیدگاه چهار حقیقت شریف، عملی اگر منجر به از بین بردن دوکخا شود، اخلاقی تلقی می‌شود. درک حقیقت دوکخا در زندگی به فرد اجازه می‌دهد تا عوامل بوجود آمدن آن یعنی اشتیاق را تجزیه و تحلیل کند و به ما این امکان را می‌دهد که نسبت به دیگران دلسوزی و دلسوزی داشته باشیم. گفته می‌شود مقایسه خود با دیگران و سپس استفاده از قانون طلایی از این قدردانی از دوخا ناشی می‌شود. از دیدگاه بودایی، یک عمل همچنین اگر با انطباق با مسیر هشت‌گانه و هدایت به نیروانا، رشد معنوی را تقویت کند، اخلاقی نیز است. در بودیسم ماهایانا، تأکید بر آزادی همه موجودات ساخته شده و بوداها هستند که به کار خستگی ناپذیر برای آزادی همه.

### احکام

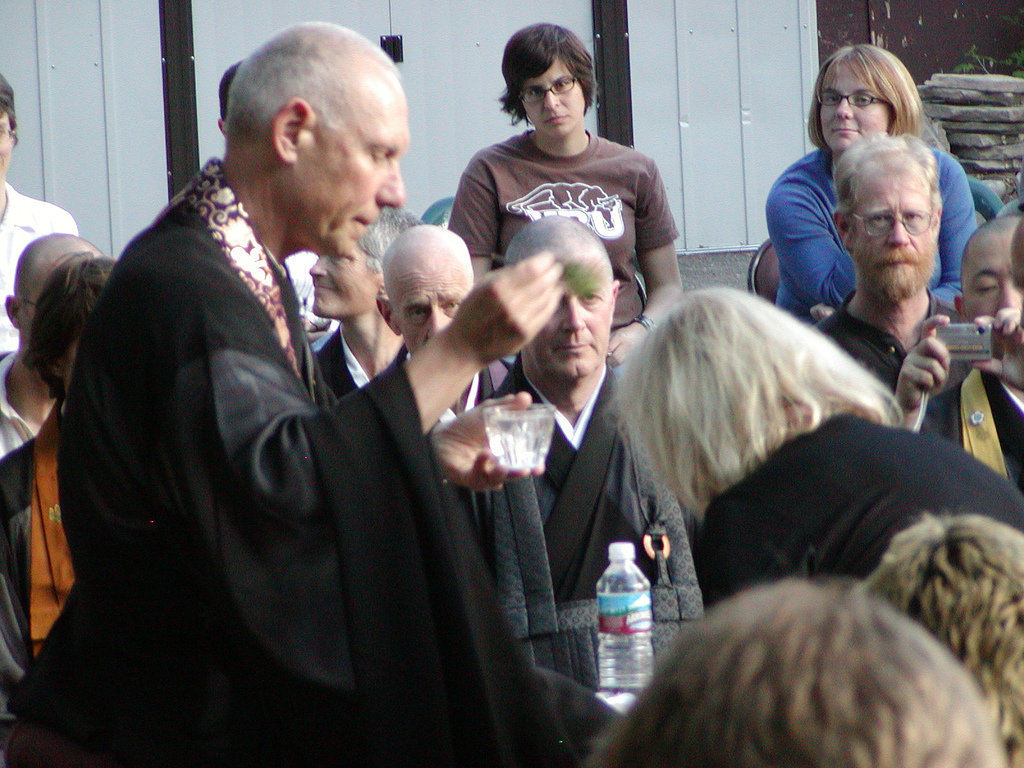

اساس اخلاقیات بودایی برای مردم، پنج دستور است که در همه مکاتب بودایی مشترک است. دستورها یا «پنج فضیلت اخلاقی» (pañca-silani) دستور نیستند بلکه مجموعه ای از تعهدات یا رهنمودهای داوطلبانه هستند  به او کمک می‌کنند زندگی را طوری زندگی کند که در آن فرد خوشبخت، بدون نگرانی و توانایی مراقبه خوب باشد. این دستورها قرار است برای جلوگیری از رنج و تضعیف اثرات حرص، نفرت و توهم باشد. آنها دستورالعملهای اخلاقی اساسی بودا بود که به افراد و راهبان می‌داد. وقتی شخص به تعالیم بودا «پناه می‌برد»، رسماً پنج دستور را می‌گیرد،  که عبارتند از:
1. من قانون آموزش را انجام می‌دهم تا از گرفتن زندگی خودداری کنم.
2. من قانون آموزش را متعهد می‌شوم تا از آنچه که داده نشده پرهیز کنم.
3. من قانون آموزش را برای پرهیز از سو رفتار حسی انجام می‌دهم.
4. من قانون آموزش را انجام می‌دهم تا از گفتار دروغ پرهیز کنم.
5. من قانون آموزش را برای پرهیز از مصرف مشروبات الکلی، شراب و سایر مسکرات که پایه و اساس غفلت است، متعهد می‌شوم.

بودایی‌ها معمولاً احکام را در مراسم رسمی با اعضای صومعه انجام می‌دهند، اگرچه می‌توان آنها را به عنوان تعهدات شخصی خصوصی نیز انجام داد.  حفظ هر دستورالعمل باعث پرورش فضیلت مثبت مخالف آن است.  به عنوان مثال پرهیز از کشتن باعث ایجاد مهربانی و شفقت می‌شود،  در حالی که پرهیز از سرقت باعث عدم دلبستگی می‌شود.  این احکام با رویکردهای منفعت طلبانه، دونتولوژیک  و فضیلت اخلاق مرتبط بوده‌است.  آنها به دلیل ماهیت جهانی با حقوق بشر مقایسه شده‌اند   و برخی از محققان معتقدند که آنها می‌توانند مفهوم حقوق بشر را تکمیل کنند.  
انجام و حمایت از پنج قانون بر اساس اصل عدم آسیب رساندن است (پالی و سانسکریت: ahiṃsa)  پالی کانون به شخص توصیه می‌کند خود را با دیگران مقایسه کند و بر اساس آن دیگران را آزار ندهد.  مهرورزی  و اعتقاد به مجازات کارمیک  پایه و اساس احکام را تشکیل می‌دهند.
اولین دستورالعمل شامل ممنوعیت کشتار، هم انسان و هم همه حیوانات است. دانشمندان متون بودایی در مورد احکام را مخالفت و مجازات اعدام،  خودکشی، سقط جنین   و اوتانازی تفسیر کرده‌اند.  دستور دوم سرقت را منع می‌کند. دستور سوم به زنا در همه اشکال اشاره دارد و توسط معلمان مدرن با عباراتی مانند مسئولیت جنسی و تعهد طولانی مدت تعریف شده‌است. دستور چهارم شامل دروغی است که با عمل گفته می‌شود یا مرتکب آن می‌شود، همچنین گفتاری سوicious، گفتار تند و شایعه را دربرمی گیرد.  دستورالعمل پنجم مسمومیت را از طریق الکل، مواد مخدر یا سایر وسایل منع می‌کند.   متون اولیه بودایی تقریباً همیشه مشروبات الکلی را محکوم می‌کنند،  و متون پست شرعی بودایی چینی نیز همین کار را می‌کنند.   نگرش بودایی‌ها نسبت به استعمال دخانیات در هر زمان و منطقه متفاوت است، اما معمولاً مجاز است.   در دوران مدرن، کشورهای بودایی سنتی جنبش‌های احیاگری را برای تبیین پنج دستور مشاهده کرده‌اند.  در مورد غرب، این احکام نقش اصلی را در سازمانهای بودایی دارند. 